# Оболонкова модель ядра
Оболо́нкова моде́ль ядра́ — модель ядра атома, в якій нуклони: протони і нейтрони розглядаються як квантові частинки, що рухаються в самоузгодженому центральному потенціалі й мають дискретний енергетичний спектр, подібний до спектру електронів у атомі. Використовуючи принцип Паулі, модель пояснює існування так званих магічних ядер.
Розроблена Марією Гепперт-Маєр та Гансом Єнсеном у 1949, за що вони отримали Нобелівську премію за 1963.
У рамках моделі нуклони рухаються в центральному потенціалі ядра. Вважається, що вони не взаємодіють між собою. Для правильного опису руху потрібно врахувати спін-орбітальну взаємодію. Як потенціал вибирається потенціал тривимірного гармонічного осцилятора або потенціал Вудса-Саксона.

## Математична модель
Ядро із масовим числом A і зарядовим числом Z загалом описується гамільтоніаном
{\displaystyle {\hat {H}}=\sum _{k=1}^{A}-{\frac {\hbar ^{2}}{2M}}\Delta _{k}+\sum _{k<j}V_{kj}(\mathbf {r} _{k}-\mathbf {r} _{j})},
де M — маса нуклона, {\displaystyle \hbar } — зведена стала Планка, {\displaystyle \Delta _{k}} — оператор Лапласа для координат k-го нуклона, {\displaystyle V_{kj}} — потенціал сильної взаємодії між нуколонами, загалом невідомий.
Оскільки задача знаходження енергетичного спектру гамільтоніана з A частинками, де A може буде доволі великим, нереальна, в оболонковій моделі цей гамільтоніан заміняється наближеним, в якому на кожен нуклон діє центральний потенціал:
{\displaystyle {\hat {H}}_{0}=\sum _{k=1}^{A}-{\frac {\hbar ^{2}}{2M}}\Delta _{k}+V(\mathbf {r} _{k})}.
Якщо використати як центральний потенціал V(r) — гармонічний потенціал:
{\displaystyle V(r)={\frac {M\omega ^{2}}{2}}r^{2}},
де {\displaystyle \omega } — параметр із розмірністю частоти, то кожен нуклон буде описуватися тривимірним гармонічним осцилятором. Спектр одночастинкових збуджень однаковий для всіх нуклонів, однако розраховані рівні повинні заповнюватися з врахуванням принципа Паулі, окремо для протонів та нейтронів. Враховуючи виродженість станів тривимірного гармонічного осцилятора, а також два можливі спінові стани для кожного з нуклонів, число нуклонів на кожній оболонці буде:
2, 6, 12, 20, 30, 42
що дає магічні числа
2, 8, 20, 40, 70, 112.
Тільки три перші з них правильні, тобто збігаються із експериментальними.
Для покращення моделі потрібно врахувати спін-орбітальну взаємодію, яка для нуклонів у ядрі набагато більша від спін-орбітальної взаємодії електронів в атомі. При врахуванні спін-орбітальної взаємодії гамільтоніан записується у вигляді
{\displaystyle {\hat {H}}_{0}=\sum _{k=1}^{A}-{\frac {\hbar ^{2}}{2M}}\Delta _{k}+V(\mathbf {r} _{k})+f_{ls}(r_{k})({\hat {\mathbf {l} }}_{k}\cdot {\hat {\mathbf {s} }}_{k})},
де {\displaystyle {\hat {\mathbf {l} }}_{k}} — оператор орбітального моменту нуклона, а {\displaystyle {\hat {\mathbf {s} }}_{k}} — оператор спіна нуклона.
Спін-орбітальна взаємодія приводить до того, що нуклон притягується до ядра сильніше, коли його спін і орбітальний момент паралельні, і слабше, коли вони антипаралельні. Виродження за орбітальним моментом знімається і рівні нуклонів розщеплюються. Це розщеплення може бути значним і призвести до перегрупування рівнів.
Однонуклонний стан характеризується чотирма квантовими числами: головним квантовим числом n, орбітальним квантовим числом l, квантовим числом повного моменту j та магнітним квантовим числом повного моменту {\displaystyle m_{j}}. В поданій нижче таблиці стани згруповані за енергетичним квантовим числом {\displaystyle N=2(n-1)+l}. Кількість станів у кожній групі дається числом {\displaystyle 2g_{N}+2}. Наведено також число нейтронів, які можуть бути в кожній групі — {\displaystyle {\bar {N}}_{n}(N)}. Для протонів потрібно враховувати додаткову кулонівську взаємодію, тому числа дещо інші.
| N                                 | 0                              | 1                                                              | 2                                                                                              | 3 | 4 | 5 | 6 |
| --------------------------------- | ------------------------------ | -------------------------------------------------------------- | ---------------------------------------------------------------------------------------------- | --- | --- | --- | --- |
| l                                 | 0                              | 1                                                              | 2;0                                                                                            | 3;1 | 4;2;0 | 5;3;1 | 6;4;2;0 |
| j                                 | {\displaystyle {\frac {1}{2}}} | {\displaystyle {\frac {3}{2}}}, {\displaystyle {\frac {1}{2}}} | {\displaystyle {\frac {5}{2}}}, {\displaystyle {\frac {3}{2}}}, {\displaystyle {\frac {1}{2}}} | {\displaystyle {\frac {7}{2}}}, {\displaystyle {\frac {5}{2}}}, {\displaystyle {\frac {3}{2}}}, {\displaystyle {\frac {1}{2}}} | {\displaystyle {\frac {9}{2}}}, {\displaystyle {\frac {7}{2}}}, {\displaystyle {\frac {5}{2}}}, {\displaystyle {\frac {3}{2}}}, {\displaystyle {\frac {1}{2}}} | {\displaystyle {\frac {11}{2}}}, {\displaystyle {\frac {9}{2}}}, {\displaystyle {\frac {7}{2}}}, {\displaystyle {\frac {5}{2}}}, {\displaystyle {\frac {3}{2}}}, {\displaystyle {\frac {1}{2}}} | {\displaystyle {\frac {13}{2}}}, {\displaystyle {\frac {11}{2}}}, {\displaystyle {\frac {9}{2}}}, {\displaystyle {\frac {7}{2}}}, {\displaystyle {\frac {5}{2}}}, {\displaystyle {\frac {3}{2}}}, {\displaystyle {\frac {1}{2}}} |
| {\displaystyle 2g_{N}+2}          | 6                              | 8                                                              | 14                                                                                             | 22 | 32 | 44 | 58 |
| {\displaystyle {\bar {N}}_{n}(N)} | 6                              | 14                                                             | 28                                                                                             | 50 | 82 | 126 | 184 |

Підсумовуючи приведені в таблиці результати, ряд магічних чисел набирає вигляду
2, 8, (14), 20, 28, 40, 50, 82, (114)p, 126, (186)n.
У дужках вказані «напівмагічні» числа, для яких магічні властивості, тобто особлива стабільність, виражені слабо. Індексами позначені магічні числа тільки щодо числа протонів або нейтронів. Загалом, теорія узгоджується з експериментом.

## Подальший розвиток
У міру подальшого накопичення експериментальних даних про властивості атомних ядер з'являлися нові факти, які не завжди вкладалися в рамки описаних моделей. Так виникли узагальнена модель ядра (синтез краплинної й оболонкової моделей), оптична модель ядра (пояснює взаємодію ядер із частинками, що налітають) та інші.